# GAO (歌手)
GAO（ガオ、9月14日 - ）は、山口県徳山市（現：周南市）出身の歌手、作詞家。生年非公開。一見男性の様にも見えるユニセックス的なルックスとハスキーボイスが特徴。「GAO」とは発声練習中に声をつぶし、その声からつけられたあだ名。4人姉妹の末っ子。身長165cm。血液型はA型。

## 来歴
1990年、NHK「全日本勝ち抜きロック選手権 BSヤングバトル」にバンド・GAOとして出場し優勝（そのときはヴォーカル「GAO藤乃」名義）。演奏曲である『Mappila Baby!』はデビューシングルのカップリングに収録された。
優勝後はバンドを解散し、1991年にソロシンガー・GAOとしてプロデビュー。1992年に『サヨナラ』がドラマ「素敵にダマして!」の主題歌として起用され大ヒットする。翌1993年にも『「月」に吠える朝』がドラマ「引っ越せますか」の主題歌としてそれぞれ起用される。その後、1996年3月まで活動を続けていたがメジャーに終止符を打ち、ニューヨークに渡りプロデュースワークを勉強する。
その後ヒップホップの世界に移り、1997年にはHIPHOP、R&Bユニット「W.A.H」の活動を開始。1999年にCD「She's still living」「GIRL'S LIFE」を発売。2000年よりギャングスタラッパー・REAL"G"と名前を変えて活動。
GOD"T"と共にGOD"T"LABEL,GOD"T"STREETを設立。2002年自主レーベルG.S.E（G-STAR ENTERTAINMENT）を設立。MARIA (ラッパー)や213 HIGH ROLLAZをプロデュース。
2007年4月から年末までAmebloにてブログ「GAO TIMES」を開設。2011年には復活した。
2008年からSOHO REXを設立しGAOとしての活動を再開。2013年から新たなバンド「Dusty & Black tie」を結成。現在も精力的に活動している。メンバーはvo. gAo、gt. caTboyFACE、dr. マサユキフクシマン、ba. tsuji takao。
性別を不詳にしていた理由は、当時のレコード会社のディレクターが性別・年齢不詳のボーカリストを探しており、GAOが自身をそうするよう提案したため。また自身の楽曲に先入観を持たせない意図もあった。そのため、ファンの多くは女性で、ライブで自分が女性だと明かすとショックを受けた女性ファンが泣き出してしまうことがあったという。

## メディア出演
テレビ番組
- さまぁソン!お選び♪ランキング（2010年3月27日、テレビ朝日） - およそ10年ぶりにテレビ出演。「サヨナラ」を歌唱。
- クイズ☆タレント名鑑（TBS）
  - 2010年9月12日「芸能活動してる？してない？クイズ」コーナーに出演
  - 2011年10月30日「カラオケ歌われるまで帰れません！」に出演
- 爆笑そっくりものまね紅白歌合戦スペシャル（2011年1月7日、フジテレビ） - ご本人登場のサプライズで登場
- 歌の楽園（2011年3月6日、テレビ東京）
- ブラマヨとゆかいな仲間たち アツアツっ!（2011年7月30日、テレビ朝日）
- もしものシミュレーションバラエティー お試しかっ!（2011年8月15日、テレビ朝日） - 『人気カラオケ全国ランキング 1位から10位を全て埋めるまでおわれま10』企画で「サヨナラ」を歌唱。
- ヒルナンデス!（2011年12月7日、日本テレビ） - 『世代が分かるンデス!』コーナーに出演
- 史上最大の大忘年会 さんまの全日本宴会芸コンテスト（2011年12月26日、フジテレビ） - 「サヨナラ」を披露。途中から渡辺直美、椿鬼奴、真栄田賢がGAOのものまねをして一緒に歌った。
- HEY!HEY!HEY!（2012年2月6日、フジテレビ） - 『今聴きたい!名曲HEY!HEY!HEY!』特集に出演
- 大集合!J-POP青春の'80（2012年4月6日、NHK BSプレミアム）[2]
- サタネプ☆ベストテン ホントに会えたら泣いてしまう!スター登場20連発SP!（2012年7月7日、TBS）[3]
- 有吉反省会 歌わない音楽祭2時間スペシャル（2015年9月26日、日本テレビ） - 愛用のジーンズを洗わないことを告白した[4]
- 日本で一番早いお笑いバトル!フットンダ王決定戦2016（2016年1月1日、日本テレビ） - 『名曲モジり』コーナーに出演（「サヨナラ」を歌唱。1回目はオリジナルの歌詞、2回目は回答者が一部分をモジった歌詞で披露）[5]
- ダウンタウンのガキの使いやあらへんで!（2017年6月11日、日本テレビ） - 『渡辺直美の七変化！』企画にご本人登場として出演
- ニンゲン観察バラエティ モニタリング（TBS）
  - #245（2020年11月19日） - 『もしも美容院で変わったサービスがあったら…買う？買わない？』コーナーに出演[6]
  - #293（2022年4月14日） - 『もしも憧れの芸能人と60秒だけ会うことができたら…アナタならどうする？』コーナーに出演。俳優・柴咲コウの憧れの人として登場した[7]
- じっくり聞いタロウ〜スター近況（秘）報告〜（2020年11月27日、テレビ東京）に出演
- 有吉の壁（2020年12月9日、日本テレビ） - ご本人登場選手権に出演[8]
- 歌える!J-POP 黄金のヒットパレード決定版!（4）（2021年10月16日、NHK BSプレミアム）[9]
- しゃべくり007（2022年10月24日、日本テレビ） - 『女芸人が憧れのスターと初対面！』に出演。白鳥久美子の憧れスターとして登場[10]
- 踊る!さんま御殿!!（2023年6月6日、日本テレビ）[11]

ラジオ
- KIRIN BEER “Good Luck” LIVE（2011年6月4日、TOKYO FM） - アルバム曲やシングル等を披露

### NHK紅白歌合戦出場歴
| 年度/放送回              | 回 | 曲目     | 出演順 | 対戦相手 |
| ------------------------ | -- | -------- | ------ | -------- |
| 1992年（平成4年）/第43回 | 初 | サヨナラ | 15/28  | 中西圭三 |
| 1993年（平成5年）/第44回 | 2  | LOVE     | 05/26  | J-WALK   |

注意点
- 出演順は「出演順/出場者数」で表す。

## ディスコグラフィ

### シングル
|      | 発売日         | タイトル                 | 規格品番   | カップリング曲                        | 備考                                                                             |
| ---- | -------------- | ------------------------ | ---------- | ------------------------------------- | -------------------------------------------------------------------------------- |
| 1st  | 1991年7月21日  | 天国と地獄の毎日         | VPDC-20417 | Mappila Baby!(Nude Version)           | ※日本テレビ系列実況中継番組『全日本プロレス中継』1993年4月 - 5月期エンディング曲 |
| 2nd  | 1992年4月21日  | サヨナラ                 | VPDC-20449 | For Every Good Friends(J.C.Version)   | ※日本テレビ系ドラマ『素敵にダマして!』主題歌                                     |
| 3rd  | 1992年10月21日 | 君にゆられて             | VPDC-20461 | 空の話〜for my father〜               | ※テレビ朝日系『ビートたけしのTVタックル』エンディングテーマ曲                    |
| 4th  | 1993年2月1日   | 夢のひと                 | VPDC-20481 | 11月14日.(MONO MIX)                   | ※テレビ朝日系ドラマ『七人の女弁護士』エンディングテーマ曲                        |
| 5th  | 1993年7月21日  | 「月」に吠える朝         | VPDC-20499 | 壊れかけた時計                        | ※日本テレビ系ドラマ『引っ越せますか』主題歌                                      |
| 6th  | 1993年12月1日  | クリスマスの贈り物〜LOVE | VPCC-81041 |                                       |                                                                                  |
| 7th  | 1994年2月9日   | LOVE                     | VPDC-20534 | 生まれたての明日                      |                                                                                  |
| 8th  | 1994年5月20日  | 突然 君と出会いたい      | VPDC-20537 | For Every Good Friends(LIVE)          | ※第一興商テレビCM「DAM」CMソング                                                 |
| 9th  | 1994年11月2日  | 1987                     | VPDC-20590 | Inner Child                           |                                                                                  |
| 10th | 1996年2月21日  | 愛をつかもうよ           | SRDL-4114  | 風・今日・自由〜To love is to be free |                                                                                  |
| 11th | 1999年3月20日  | She's still living       | SRCL-4520  | sweet stone                           | W.A.H                                                                            |

### VHS
- V(1993年10月1日・VPVQ-66139)
- SINGLES(1995年4月1日・VPVQ-66140)

### DVD
- GAO LIVE RECORDING SESSION 2009〜YOUNG SONGS〜(2010年5月7日・SOHO REX：SRDV-1002・CDと2枚組)